# Gymnocheta vivida
Gymnocheta vivida là một loài ruồi trong họ Tachinidae.